# Duránova Madona
Duránova Madona (znana tudi kot Madona v rdečem ali Devica z otrokom v niši ali Madona ustoličena) je slika v olju na hrastovi plošči, ki jo je nekje med letoma 1435 in 1438 naslikal nizozemski slikar Rogier van der Weyden. Slika izvira iz Ince Hall Madona Jana van Eycka in je bila pozneje veliko oponašana. Zdaj je v Pradu v Madridu. Upodobljena je sedeča in mirna Devica Marija, oblečena v dolgo, padajočo rdečo haljo, obloženo z zlatimi nitmi. Ljubkuje otroka Jezusa, ki sedi v njenem naročju, igrivo lista po sveti knjigi ali rokopisu, na katerem počivajo pogledi obeh figur. Toda za razliko od zgodnejše van Eyckove slike, van der Weyden svojo Devico in otroka ne samo postavi v gotsko apsido ali nišo, kot je dve prejšnji Madoni (Stoječa Madona in Devica na prestolu in otrok), temveč ju tu postavi na štrleči podstavek, s čimer še poudarjajo njun kiparski vtis.
Jezus je videti veliko starejši kot na večini sodobnih tovrstnih slik. Še zdaleč ni dojenček in je zelo realistično in fizično upodobljen. Prikazan je kot majhen otrok, brez mehkobe običajnih upodobitev Device in otroka iz 15. stoletja. Za sliko je značilen kiparski videz, ki mu je bil van der Weyden pogosto naklonjen in zaradi podobnosti v barvi z ok. 1435 Snemanje s križa (Madrid) in ok. 1442–45 Oltar Miraflores (Berlin).
Sliko je leta 1899 v palači Palacio de Boadilla v Madridu prevzel Pedro Fernández-Durán. Delo je leta 1930 podaril muzeju Prado.

## Opis
Marija je prikazana v dolgem, rdečem ogrinjalu s kapuco in belim pokrivalom, v njenem naročju sedi otrok Jezus. Radovedno lista in mečka strani knjige, ki se nahaja na materinem kolenu. Knjiga je postavljena v samo sredino plošče in simbolizira osrednjo vlogo božanske Besede v krščanskem verovanju. Po poročanju Prada knjiga sama po sebi predstavlja aluzijo na »Sveto pismo, ki naznanja Kristusovo odrešujoče poslanstvo«. Nad Marijino glavo lebdi angel v temno sivi obleki, ki drži z biseri obkroženo krono, kar jo predpostavlja kot Nebeško kraljico. Marijina dolga halja se vrti okoli slikovnega prostora, zakriva njen prestol in sčasoma pade na oporo ob njenih nogah. Okvir je z izklesano nišo ali apsido z gotskim krogovičjem, podobnim tistemu, ki ga najdemo v Van der Weydnovem Snemanju s križa. Ukrivljeni loki niše odmevajo črte njene postave, ko se zaščitniško nagne nad otroka. Te ukrivljene črte in tople barve dajejo delu občutek notranje harmonije. 
Umetnostnozgodovinska analiza v začetku do sredine 20. stoletja je le malo poudarjala Kristusovo starejšo dobo za dela "Devica in otrok" v tem obdobju. Niti ni poudarjala pomen rokopisa ali grobega načina, kako se zdi, da ga Jezus energično prelistava, njegovo igro pa je gledala skoraj popustljiva Marija. V zadnjem času umetnostni zgodovinarji, kot je Alfred Acres, dvomijo o pomenu otrokove svobode gibanja in naravoslovnem upodabljanju v tako namerno elegantnem in uravnoteženem delu - zlasti pri delu tako samozavednega in kompozicijsko vpletenega slikarja, kot je van der Weyden. Acres meni, da je knjiga osrednjega pomena za razumevanje slike in opaža njeno popolno osrednjo vlogo na plošči; to je osredotočenost pogledov in rok obeh figur, Kristus pa očitno lista po straneh nazaj, proti začetku. Medtem ko Jezusova desnica drži več pergamentov, stisnjenih skupaj, in jim ne posveča pozornosti, bo njegova bolj previdna levica kmalu odprla spodnji levi kot odprte strani. Če se utemeljeno domneva, da je knjiga, odprta v Marijinem naročju, obrnjena proti njej, se zdi, da otrok lista po straneh nazaj. Medtem ko so bile svete knjige pogosto vključene v severne upodobitve Device v 15. stoletju, so bile navadno povezane z idejo Device kot predstavitve učenja ali modrosti; v nobenem drugem sodobnem slikarstvu se ne obračajo s tako nemirno energijo, da ne govorimo o tem, da bi jih preusmerili od konca do začetka. Acres predlaga, da dojenček Jezus lista nazaj proti Genezi: 3, ki opisuje Padec človeka, navaja pa še tri dela, kjer van der Weyden podobno artikulira odrešitveno temo, vključno s ploščo Stoječa Madona v muzeju Kunsthistorisches, kjer Madono spremljajo figure Adam in Eva.
Umetnostni zgodovinar Lorne Campbell verjame, da je na sliko vplivala frankfurtska Devica in otrok Roberta Campina tako v idealu ženske lepote kot tudi elegantna uporaba dolgih zloženih draperij. Campbell ugotavlja, da sta obe deli sestavljeni iz močnih diagonalnih črt, pri čemer so glavne figure skoraj v [[trompe l'oeil potisnjene v ospredje.
Duránovo Madono pogosto primerjajo z Van der Weydnovim delom Oltar Miraflores, tako zaradi obarvanosti Marijine obleke kot zaradi kiparskega videza, podobnega reliefom, prikazanim v zgodnejšem triptihu. Poleg tega je podris Marijine glave presenetljivo podoben prijaznemu, idealiziranemu Madoni v njegovem Froimontovem diptihu (po letu 1460), ki je zdaj v Musée des Beaux-Arts, Caen. Zaradi teh močnih podobnosti ni dvoma o pripisovanju Van der Weydnu, čeprav je znano, da je bilo delo pogosto kopirano v Španiji, potem ko je bilo tja preseljeno nekje v 16. stoletju.
Črna barva za Devico je bila verjetno dodana na zahtevo kasnejšega prodajalca iz 18. stoletja, najverjetneje v poskusu, da bi ga predstavili kot žanrsko delo in zmanjšali njegovo versko temo. Raziskave s pomočjo rentgenskih žarkov niso bile dokončne in niso našli izgubljenih podrobnosti ali risb pod debelimi sloji barve.

## Iluzijske naprave
Van der Weyden je pogosto upodabljal resnične in voluminozne figure, postavljene v plitvih kiparskih prostorih, v katerih so bile videti utesnjene in večje. Prostor, ki ga zapolnjujejo figure, je nedefiniran in dvoumno umeščen. Marijo in otroka podpira projicirana vrvica, katere tridimenzionalnost daje zmeden vtis, da so figure del reliefa v veliko večjem umetniškem delu. To daje delu vrtoglavo in dislocirano perspektivo; svoj edinstven občutek za prostor in umestitev.
Slika je zgodnji primer van der Weydnove navade, da svoje figure upodablja v videz polikromiranih skulptur, učinek, ki ga tu poudarja nevtralno ozadje. Van der Weydnovo težnjo, da na iluzionističen način zabriše mejo med skulpturo in sliko, lahko najbolj učinkovito vidimo v njegovem Snemanju s križa. Umetnostni zgodovinar Robert Nosow ugotavlja arhitekturni vidik gotskega okvira in način, na katerega so linije Device in otroka videti, kot da kipi oživijo. Umetnostna zgodovinarka Shirley Neilsen Blum piše, da umetni kiparski elementi »prisilijo gledalca, da se nenehno sooča z na videz resnično prisotnostjo dveh medijev, kiparstva in slikarstva ... Rogier nasprotuje logiki in zato povečuje čarobno kakovost slike. Božanskost je poudarjena, ker je presegel medijsko definicijo«.

## Galerija
- Jan van Eyck, Ince Hall Madona, olje na plošči 1433.
- Stoječa Madona, ok. 1430–1432. Levo krilo Diptiha z Devico in Otrokom v niši in Sveto Katarino v pokrajini, Kunsthistorisches Museum, Dunaj
- Devica na prestolu in otrok, c. 1433, Museo Thyssen-Bornemisza.
- Hans Memling, Devica na prestolu in otrok z glasbenimi angeli, olje na les, med 1465 in 1467, Muzej umetnosti Nelson-Atkins.
- Mojster vezenega listja,  Devica in otrok v pokrajini , olje na lesu, ok. 1490, Muzej umetnosti v Filadelfiji..
- Quentin Massys, Devica in otrok, olje na lesu, ok. 1495, Kraljevi muzej likovnih umetnosti v Belgiji.